# Jana Pidrmanová

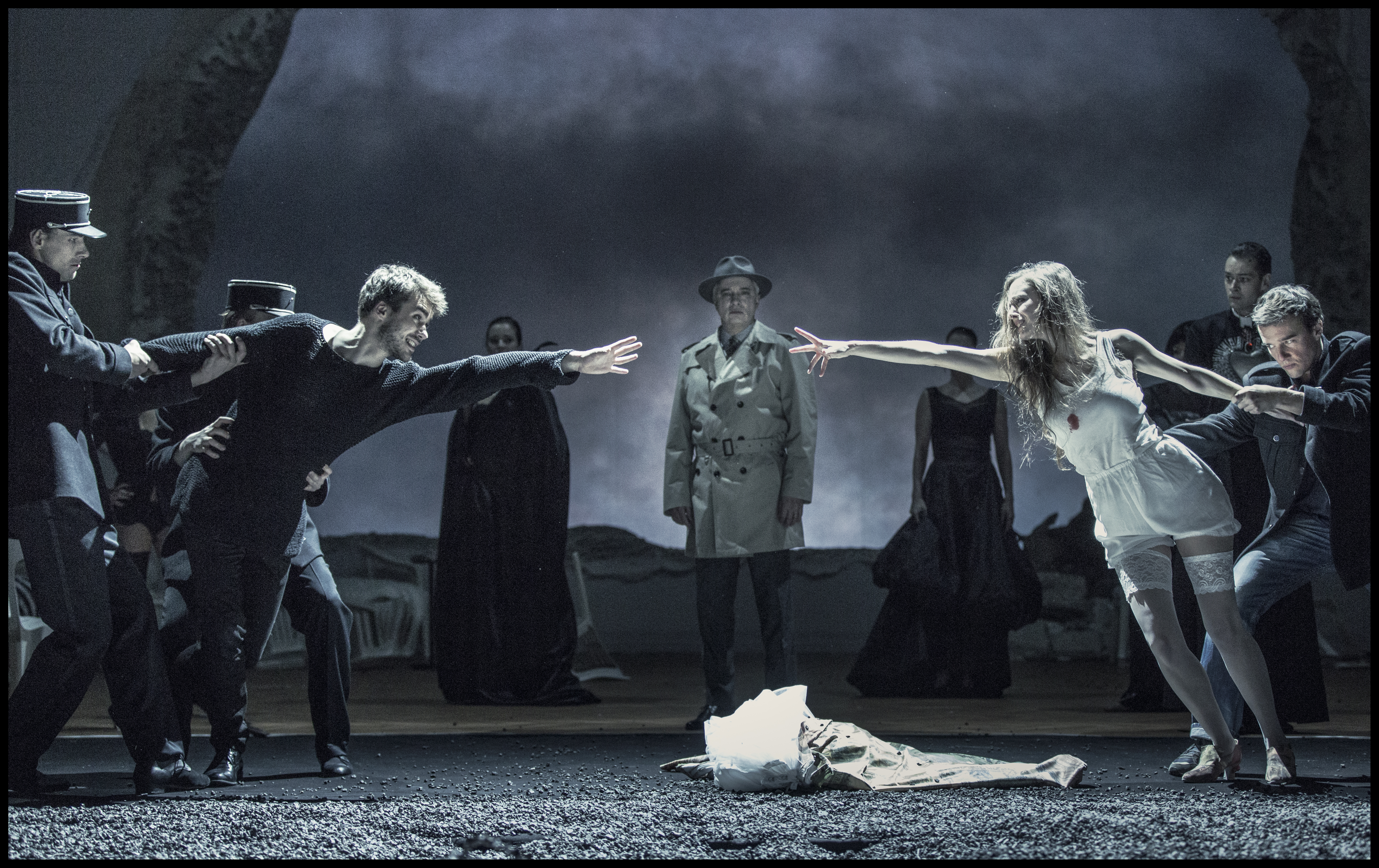
Záběr z inscenace Manon Lescaut (Národní divadlo, režie Daniel Špinar, premiéra 11.2.2016). Jana Pidrmanová jako Manon, Patrik Děrgel jako des Grieux, Vladislav Beneš jako pan Duval.

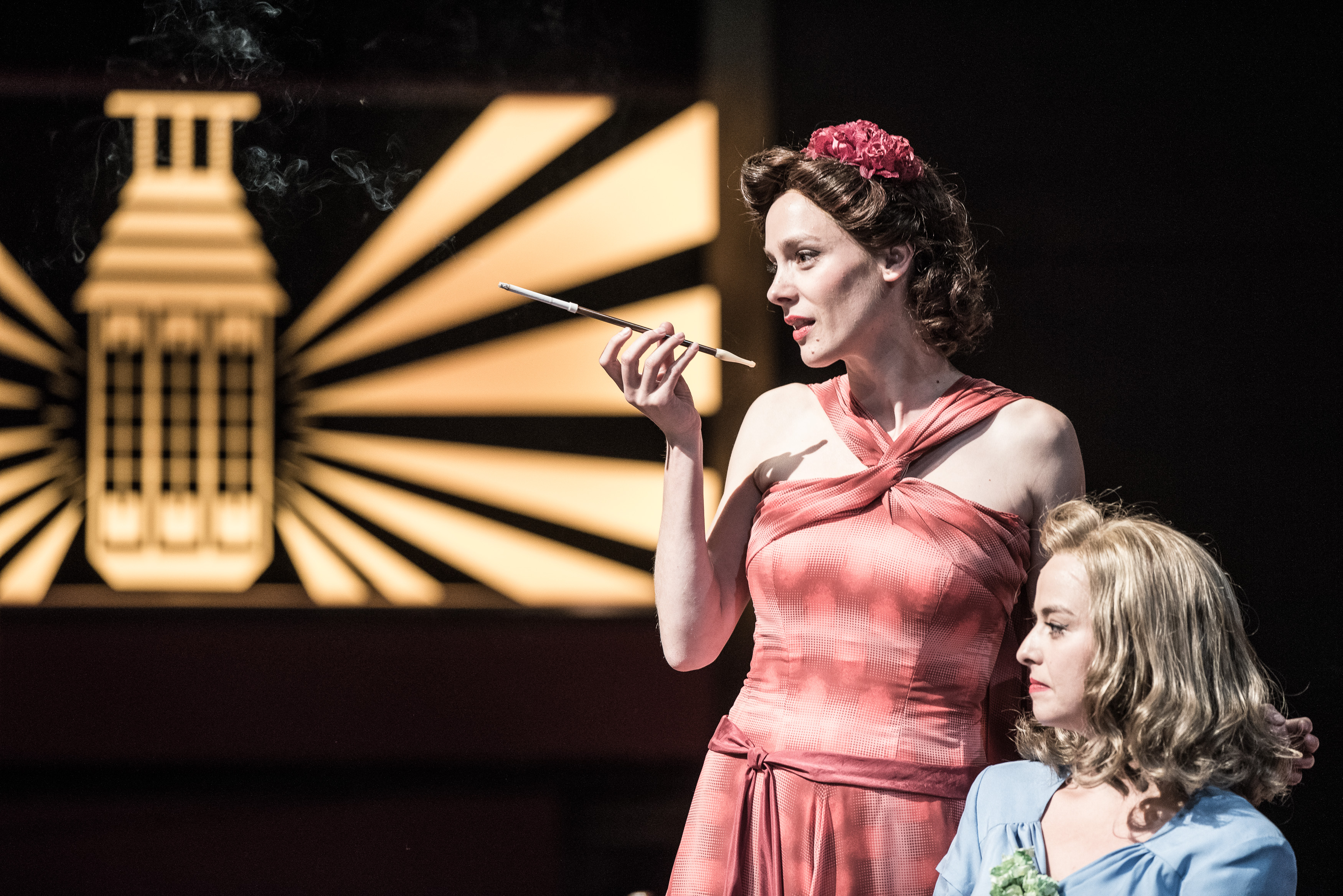
Záběr z inscenace V rytmu swingu buší srdce mé (Národní divadlo, režie Ondřej Pavelka, premiéra 2015). Jana Pidrmanová v roli Zdenky a Pavla Beretová v roli Zuzany Tylové.

Jana Pidrmanová (* 17. března 1985 Cheb) je česká divadelní, filmová a seriálová herečka.

## Životopis
Po dětství prožitém v Mariánských Lázních vystudovala střední hotelovou školu. Po maturitě studovala DAMU (v letech 2004 až 2008), jejími učiteli byli Eva Salzmannová, Alois Švehlík, Jan Nebeský či Daria Ullrichová. Souběžně studovala speciální pedagogiku na Univerzitě Hradec Králové. Po absolutoriu DAMU hrála nejprve v Jihočeském divadle a od roku 2009 účinkuje v pražském Národním divadle, přičemž členkou Činohry ND je od 1. srpna 2012.
Během angažmá v Národním divadle získala zajímavou zahraniční zkušenost. Po DAMU odjela na půl roku na pracovní stáž v malém divadle Eigenreich v bývalé továrně ve čtvrti Prenzlauer Berg v Berlíně v rámci programu Erasmus.

## Filmová a divadelní herecká tvorba

### Divadelní role, výběr
- 2008 Hadar Galron: Mikve, Tehíla, Stavovské divadlo, režie Michal Dočekal
- 2010 David Harrower: Blackbird, Una, Divadlo Kolovrat, režie Jiří Pokorný
- 2011 William Shakespeare: Zkrocení zlé ženy, Bianco, Vdova, Národní divadlo, režie Martin Čičvák
- 2011 William Shakespeare: Král Lear, Regan, Národní divadlo, režie Jan Nebeský
- 2012 Molière: Pán z Prasečkova, Julie, Stavovské divadlo, režie Hana Burešová
- 2013 F. F. Šamberk: Jedenácté přikázání, Julie, Stavovské divadlo, režie David Drábek
- 2014 Josef Čapek, Karel Čapek: Ze života hmyzu, Inženýr moderátorka, Jeho larvička, Mravenec, Národní divadlo, režie Daniel Špinar
- 2014 William Shakespeare: Othello, benátský mouřenín, Bianca, Stavovské divadlo, režie Daniel Špinar
- 2015 Mike Bartlett: Zemětřesení v Londýně, Freya, Nová scéna, režie Daniel Špinar
- 2015 Ondřej Havelka, Martin Vačkář: V rytmu swingu buší srdce mé, Zdenka, a mnohé jiné, Národní divadlo, režie Ondřej Havelka
- 2015 Maurice Maeterlinck: Modrý pták, Světlo, Noc, Dcerka, Stavovské divadlo, režie Štěpán Pácl
- 2016 Vítězslav Nezval: Manon Lescaut, titulní role, Národní divadlo, režie Daniel Špinar
- 2016 A. P. Čechov: Tři sestry, Máša, Stavovské divadlo, režie Daniel Špinar
- 2019 Karel Jaromír Erben: Kytice, Dora/Zlá sestra, Národní divadlo, režie SKUTR (Lukáš Trpišovský a Martin Kukučka)
- 2021 Maxim Gorkij: Vassa Železnovová, Natálie, Semjonova manželka, Stavovské divadlo, režie Jan Frič
- 2022 Arthur Schnitzler: Rej, Šlapka, Stavovské divadlo, režie Arthur Nauzyciel
- 2023 Eurípidés: Bakchantky, Agaue, Stavovské divadlo, režie Jan Frič
- 2023 Choderlos de Laclos, Nebezpečné známosti, Madame de Tourvel, Stavovské divadlo, režie SKUTR
- 2024 Kateřina Tučková: Bílá Voda, Evarista, řádová sestra, Stavovské divadlo, režie Michal Vajdička

### Filmografie, výběr
- 2006 – 3 plus 1 s Miroslavem Donutilem – díl Hory (Adéla)
- 2006 – 3 plus 1 s Miroslavem Donutilem – povídka Nemotora (Adéla)
- 2007 – V hlavní roli (Sabrina)
- 2007 – Runway (studentský film)
- 2007 – Na vlastní nebezpečí
- 2007 – Hraběnky – díl Rodinná oslava
- 2009 – 2Bobule (Marie)
- 2009 – Mezi dobře a lépe (studentský film) (sestřička)
- 2009 – Mezičas (studentský film)
- 2010 – Poste resante (zahradnice Lída Rantlová)
- 2010 – Třináctý týden
- 2010 – Okresní přebor – díl Lucka (Lucka Luňáková)
- 2010 – Bludičky (Marie)
- 2011 – Setkání s hvězdou: Vilma Cibulková – povídka Luisa a pračka (dcera)[4]
- 2011 – Setkání s hvězdou: Jana Hlaváčová – povídka Student (Tereza Jandová)[5]
- 2011 – Jeden statečný
- 2011 – Izolace (studentský film)
- 2011 – Čapkovy kapsy – díl Závěť (Irma Gierke)
- 2011 – Poedinky – díl Výbor agenta Bleyka (Jillian)
- 2011 – samosebou.cz – díl Jeden statečný (dívka)
- 2011 – Biedermeier (Berta)
- 2012 – Ztracená brána (Tereza)
- 2012 – Probudím se včera (Jitka)
- 2012 – O pokladech (Barborka)
- 2012 – Ententýky (Veronika Jirousová)
- 2012 – Aplaus (Lydie)[6]
- 2013 – Škraboška (studentský film)
- 2013 – Sanitka 2 (sekretářka)
- 2013 – Případ pro rybáře (Brodilová)
- 2013 – Nevinné lži – díl Chromozom (dívka)
- 2013 – Jako nikdy (Šárka)
- 2013 – Hořící keř
- 2013 – Hexenšus (Zuzana Bulisová)
- 2013 – Cirkus Bukowsky – 5. díl (Pokorná)
- 2014 – Škoda lásky – díl Diamantová svatba (redaktorka Lenka Černá)
- od 2014 – Kriminálka Anděl (nadporučík Lída Rysová)[7][8][9]
- 2018 – Alenka v zemi zázraků
- 2018 – Balada o pilotovi
- 2020 – Poldové a nemluvně (Monika)
- 2022 – Srdce na dlani (Anička)
- 2022 - Ledviny bez viny (Matylda Baumová)
- nedokončeno – Poslední z Aporveru (Maysu)